# ورخنی مویناک
ورخنی مویناک (انگلیسی: Verkhny Muynak) یک شهرک در شهرستان زیانچورینسکی استان باشقیرستان کشور روسیه است.